# Chirocentrus dorab
Chirocentrus dorab — вид оселедцеподібних риб родини дорабових (Chirocentridae).

## Поширення
Вид поширений в Індійському океані та на заході Тихого океану від Червоного моря до Японії і Тонги.

## Опис
Риба має струнке, витягнуте тіло. Виростає до 120 см завдовжки.

## Спосіб життя
Морські пелагічні риби. Трапляються в прибережних водах на глибині від 0 до 120 м. Активні хижаки. Харчуються переважно рибами. До складу раціону також входять ракоподібні і кальмари.

## Розмноження
Біля узбережжя Індії статево дозрівають при довжині тіла 48 см у віці 10 місяців. Нерестяться цілий рік з піком у вересні — жовтні. Вважають, що самиці можуть нереститися кілька разів на рік. Плодючість самиць довжиною 58,7 см склала 60 тисяч ікринок.